# Gonatocerus flaviventris
Gonatocerus flaviventris är en stekelart som beskrevs av Dozier 1932. Gonatocerus flaviventris ingår i släktet Gonatocerus och familjen dvärgsteklar. Inga underarter finns listade i Catalogue of Life.